# スティーブンズ郡 (オクラホマ州)
スティーブンズ郡（英: Stephens County）は、アメリカ合衆国オクラホマ州の南部に位置する郡である。2010年国勢調査での人口は45,048人であり、2000年の43,182人から4.3%増加した。郡庁所在地はダンカン市（人口23,431人）であり、同郡で人口最大の都市でもある。スティーブンズ郡は、その全体でダンカン小都市圏を構成している。

## 地理
アメリカ合衆国国勢調査局に拠れば、郡域全面積は891平方マイル (2,308 km2)であり、このうち陸地874平方マイル (2,264 km2)、水域は17平方マイル (44 km2)で水域率は1.92%である。

### 隣接する郡
- グレイディ郡 - 北
- ガービン郡 - 北東
- カーター郡 - 南東
- ジェファーソン郡 - 南
- コットン郡 - 南西
- コマンチ郡 - 北西

## 人口動態

2000人口ピラミッド

以下は2000年国勢調査による人口統計データである。
| 基礎データ - 人口: 43,182人 - 世帯数: 17,463 世帯 - 家族数: 12,590 家族 - 人口密度: 19人/km2（49人/mi2） - 住居数: 19,854軒 - 住居密度: 9軒/km2（23軒/mi2） 人種別人口構成 - 白人: 88.37% - アフリカン・アメリカン: 2.20% - ネイティブ・アメリカン: 4.92% - アジア人: 0.30% - 太平洋諸島系: 0.03% - その他の人種: 1.44% - 混血: 2.74% - ヒスパニック・ラテン系: 3.96% 年齢別人口構成 - 18歳未満: 24.6% - 18-24歳: 7.8% - 25-44歳: 25.1% - 45-64歳: 24.0% - 65歳以上: 18.5% - 年齢の中央値: 40歳 - 性比（女性100人あたり男性の人口） - 総人口: 93.7 - 18歳以上: 89.7 | 世帯と家族（対世帯数） - 18歳未満の子供がいる: 30.4% - 結婚・同居している夫婦: 59.5% - 未婚・離婚・死別女性が世帯主: 9.2% - 非家族世帯: 27.9% - 単身世帯: 25.3% - 65歳以上の老人1人暮らし: 12.8% - 平均構成人数 - 世帯: 2.44人 - 家族: 2.91人 収入と家計 - 収入の中央値 - 世帯: 30,709米ドル - 家族: 36,371米ドル - 性別 - 男性: 30,428米ドル - 女性: 20,055米ドル - 人口1人あたり収入: 16,357米ドル - 貧困線以下 - 対人口: 14.6% - 対家族数: 11.6% - 18歳未満: 19.5% - 65歳以上: 11.9% |

## 都市と町
| - ダンカン（郡庁所在地） - ブレイ - セントラルハイ - コマンチ - エンパイアシティ | - ロコ - マーロウ - メリディアン - サンレイ - ベルマ |